# قرطيون أزرق
قرطيون أزرق (الاسم العلمي: Cerithium caeruleum) هو نوع من الرخويات يتبع جنس القرطيون من الفصيلة القرطيونية.